# Adam Ťoupalík
Adam Ťoupalík   (Tàbor, 9 de maig de 1996) és una ciclista txec, professional des del 2015. Combina el ciclocròs amb el ciclisme en ruta. Actualment corre a l'equip Elkov-Kasper. En el seu palmarès destaca el campionat nacional en ruta del 2020.

## Palmarès en ciclocròs
- 2012-2013
  -  Campió de la República Txeca de ciclocròs júnior
- 2013-2014
  -  Campió de la República Txeca de ciclocròs júnior
  - 1r a la Copa del món de ciclocròs júnior
- 2014-2015
  -  Campió de la República Txeca de ciclocròs
- 2015-2016
  - Subcampió del món de ciclocròs sub-23
- 2022-2023
  - 1r a la Veselí nad Lužnicí, Toi Toi Cup #4

## Palmarès en ruta
- 2018
  - Vencedor d'una etapa de l'Arctic Race of Norway
- 2019
  - 1r a la Rund um Sebnitz
- 2020
  -  Campió de Txèquia en ruta
- 2021
  - 1r a la Visegrad 4 Bicycle Race - GP Czech Republic
- 2022
  - 1r a la Visegrad 4 Bicycle Race - GP Czech Republic
  - 1r a la Visegrad 4 Bicycle Race - GP Hungary
- 2023
  - 1r a l'Umag Trophy
  - 1r al GP Goriska & Vipava Valley
  - 1r a la Visegrad 4 Bicycle Race - GP Czech Republic
  - 1r a la Visegrad 4 Bicycle Race - GP Hungary
  - Vencedor d'una etapa al Sazka Tour